# Shingo Takatsuka
Shingo Takatsuka detto Seabass (高塚新吾; 1961?) è un autore di videogiochi giapponese, noto in particolare come personalità di spicco nel campo dei videogiochi di calcio.

## Biografia
Takatsuka iniziò la carriera videoludica come programmatore. Quando frequentava il liceo gli piaceva il gioco su NES e al terzo anno comprò il primo computer; all'inizio gli interessava per giocare, ma poi si dedicò alla programmazione di giochi da autodidatta.
Nel 1991 venne assunto alla Konami con un impiego part-time. Lavorò al gioco di calcio NES per l'Europa Konami Hyper Soccer (non accreditato), poi passò allo sviluppo per PC Engine, partecipando alla conversione di Gradius II e al design e programmazione degli avversari in Akumajō Dracula X.
In seguito fu convocato dalla filiale Konami di Tokyo per partecipare allo sviluppo di Goal Storm (Winning Eleven) e rimase legato per molti anni alla relativa serie calcistica.
Il soprannome Seabass ("spigola" in inglese) gli venne dato dai colleghi in quanto amante della pesca.
A metà anni '90 la Konami pubblicò International Superstar Soccer per SNES (poi approdato con i seguiti su PlayStation e Nintendo 64) e poco dopo Goal Storm per PlayStation, due linee calcistiche con stili diversi che si fecero una sorta di concorrenza interna. Infine i due marchi vennero riuniti con Shingo Takatsuka come game director; il suo primo titolo in questo ruolo è International Superstar Soccer Pro (1997), che mescola il 3D di Goal Storm con il gameplay e il controllo di ISS, ed è l'effettivo capostipite della serie Pro Evolution Soccer (Winning Eleven).
ISS Pro, nonostante la grafica dei suoi tempi, aveva già gran parte degli elementi divenuti costanti nei simulatori calcistici più moderni, e il merito di questa standardizzazione va soprattutto a Takatsuka. Grazie alla serie PES Takatsuka divenne una delle personalità più rappresentative della stessa Konami.
Fino almeno agli anni '10 Takatsuka è anche l'unica figura realmente riconoscibile nel campo dei videogiochi calcistici in generale.
Nei suoi titoli è tipico il sistema di controllo, basato su tasti corsa e cambio giocatore sui dorsali del gamepad e tasti frontali con una configurazione caratteristica per tiro, passaggio corto, cross e filtrante. Una vera rivoluzione è data dalla fisica avanzata della simulazione, con alcune caratteristiche dei calciatori che si notano nei contrasti, e palla che risente del proprio peso e imprevedibilità. C'è realismo anche nel rallentamento del ritmo di gioco e nella grande attenzione ai dettagli estetici. Molti campioni sono visivamente riconoscibili anche quando non c'è licenza di usarne il vero nome, e realistiche sono anche le loro abilità. Inoltre non mancano licenze poetiche e bizzarrie.
Come sviluppatore di PES 2011, insieme ai colleghi Naoya Hatsumi e Jon Murphy, Takatsuka ricevette una candidatura ai premi British Academy Video Games Awards nella categoria videogiochi sportivi.
A quanto raccontarono i responsabili di Konami alla presentazione di PES 2012, Takatsuka era appassionato di calcio italiano e tifoso dell'Inter, e assisteva spesso di persona al derby di Milano. Sembra che omaggiasse le proprie simpatie calcistiche anche nei videogiochi, facendo ritoccare le statistiche di singoli giocatori, ad esempio Adriano è forte in modo sbilanciato in PES 6 e in precedenza anche Álvaro Recoba ebbe un trattamento simile.

## Videogiochi
- Gradius II (1992) - programmatore
- Akumajō Dracula X Chi no Rondo (1993) - programmatore
- Tiny Toon Adventures: Acme All-Stars (1994) - programmatore
- Goal Storm (1996) - programmatore
- International Superstar Soccer Pro (1997) - programmatore, direttore
- International Superstar Soccer Pro 98 (1998) - programmatore, direttore
- International Superstar Soccer Pro Evolution (1999) - programmatore, direttore
- ESPN MLS GameNight (2000) - programmatore
- Pro Evolution Soccer (2001) - programmatore, direttore, produttore
- International Superstar Soccer Pro Evolution 2 (2001) - programmatore, direttore
- Wi-El: World Soccer Winning Eleven (2002) - produttore
- Pro Evolution Soccer 2 (2002) - programmatore, produttore
- Pro Evolution Soccer 3 (2003) - programmatore, produttore
- Pro Evolution Soccer 4 (2004) - programmatore, produttore
- Pro Evolution Soccer 5 (2005) - programmatore, produttore
- PES 6 (2006) - programmatore, produttore
- PES 2008 (2007) - supervisore produzione
- PES 2009 (2008) - supervisore produzione
- PES 2010 (2009) - supervisore produzione
- PES 2011 (2010) - supervisore produzione
- PES 2012 (2011) - produttore creativo
- PES 2013 (2012) - concezione originale
- PES 2014 (2013) - concezione originale
- PES 2015 (2014) - supervisore
- PES 2018 (2017) - direttore senior